# WSG Schwerin
Die Wehrmacht-Sportgemeinschaft Schwerin (kurz: WSG Schwerin) war eine deutsche Militär-Fußballmannschaft aus Schwerin während des Zweiten Weltkrieges. Heimstätte war die Sportanlage Paulshöhe.

## Sportlicher Werdegang
Die WSG Schwerin wurde im Jahr 1934 mit der Machtergreifung der Nationalsozialisten gegründet. Auf sportlicher Ebene spielten die Mecklenburger zunächst keine Rolle im höherklassigen Fußball Norddeutschlands. 1938 nahm die WSG erstmals an der Aufstiegsrunde zur Gauliga Nordmark teil, welche jedoch verpasst wurde.
1941 gelang den Mecklenburgern, neben anderen Wehrmacht-Vereinen wie dem WSV Nebeltruppe Celle oder HUS Marienwerder gemeinsam mit Kilia Kiel der Aufstieg zur Gauliga, welche mit einem fünften Rang abgeschlossen wurde. Mit der Auflösung der Gauliga Nordmark und der anschließenden Neubildung der Gauligen Schleswig-Holstein, Hamburg und Mecklenburg wurde die Wehrmacht SG Schwerin ab der Spielzeit 1942/43 in die neu gegründete Gauliga Mecklenburg integriert. Aus dem Spielbetrieb der Mecklenburger Gauliga zog sich die WSG gemeinsam mit dem VfL Güstrow vorzeitig zurück, eine Rückkehr erfolgte nicht mehr.
1945 wurde die Wehrmacht-SG aufgelöst. Eine Neugründung des Clubs wurde nach 1945 nicht vollzogen, mit der ASG Vorwärts Schwerin wurde ab 1951 wieder ein Schweriner Militärverein neu gegründet.

## Statistik
- Teilnahme Gauliga Nordmark: 1941/42
- Teilnahme Gauliga Mecklenburg: 1942/43 (vorzeitig zurückgezogen)